# Cyphocharax nagelii
Cyphocharax nagelii är en fiskart som först beskrevs av Steindachner, 1881.  Cyphocharax nagelii ingår i släktet Cyphocharax och familjen Curimatidae. Inga underarter finns listade i Catalogue of Life.